# Фудзівара но Санекане
Фудзівара но Санекане (1085 — 29 квітня 1112) — середньовічний японський вчений, історик, майстер витонченого письменства періоду Хейан.

## Життєпис
Походив з роду Південних Фудзівара, гілки клану Фудзівара. Син Фудзівара но Суецуни, помічника (заступника) очільника Правої зовнішньої палацової гвардії. Народився 1085 року. Здобув гарну освіту, мав енциклопедичні знання з церемоніалу та історії, володів китайською мовою. 
Працював разом з відомим літератором Ое но Масафусою. Фудзівара но Санекане вважав за краще користуватися так званим «чистим», класичним китайським письмом, який дістав найменування «білих знаків» (хакубун). Фудзівара но Мунетада із захопленням відгукувався про Санекане: «Ця людина ніколи нічого не забуває з того, що читав або чув. Його таланти абсолютно очевидно перевершували його вік».
1103 року став працювати в Управління справами палацу спадкоємця трону. 1108 року призначено рокуи-но куродо (хранителем шостого рангу) в імператорському архіві (куродо-докоро). Втім раптово помер 1112 року, що навіть підозрювали вбивство Санекане.

## Творчість
Допомагав Ое но Манафусі скласти «Годансьо» («Нариси та роздуми О») — збірку історій з придворного життя, що є важливим джерелом про період Хейан. Серед японських фахівців існує точка зору про ключову роль Фудзіварано Санекане в складанні і, можливо, фактологічній достовірності історій, зафіксованих в «Годансьо».
Також складав вірші у стилі вака і кансі, що розміщено в поетичних збірках «Тоя-гунсай» («Колекція текстів Двору і країни»), «Вака-нкенса ку-сю», Хонтьо сьодзосю (Малі нариси Нашого Двору).

## Родина
- Фудзівара но Мітінорі (106—1160)